# Карапешићева кућа у Гроцкој
Карапешићева кућа у Гроцкој је подигнута средином 19. века као објекат за становање. Представља непокретно културно добро као споменик културе. Налази се у Златиборској улици бр. 9 (некадашња Грочанска улица) у Гроцкој.

## Историја
Први познати власник, а највероватније и градитељ Карапешићеве куће у Гроцкој био је Лазар Дугалић, високи чиновник локалне администрације и имућни домаћин чије се име помиње у контексту привредног и политичког
живота Гроцке у првој половини 19. века. Дугалићи нису имали потомства, а после Лазареве смрти његова жена је живела с породицом Карапешић, са којом је била у пријатељским и родбинским односима. Свој велики иметак, заједно с кућом она је оставила њима у наслеђе. Кућа је у власништву породице Карапешић остала до данас. У кући се стално живело до 1998. године.

## Спољашњи изглед куће
Кућа породице Карапешић се налази у дворишту, у Златиборској улици бр. 9. По типу припада косовским кућама. Знатно је уздигнута од нивоа терена и има подрум испод једног дела зграде. За разлику од других варошких грочанских кућа (којима и припада по типским обележјима, а које имају асиметричну поделу) унутрашњег простора, кућа породице Карапешић има симетричан распоред који је вероватно настао каснијом преградњом трема и задржао се до данас).
Саграђена је као вишеделни објекат. Чине је „кућа” (оџаклија) са огњиштем у средини, четири собе и трем. Како се налази на делу терена у паду, испод једног дела куће је подрум. Подрум је зидан опеком, док је сам објекат бондручне конструкције са испуном од чатме и ћерпича, омалтерисан блатним малтером. Таваница изнад приземља је од дрвених греда са коленикама. Кровна конструкција је традиционална, а кровни покривач је од ћерамиде.
Као аутентично сведочанство свога времена и објекат високих архитектонских и етнографских вредности, Карапешићева кућа представља један од највреднијих споменика у оквиру ансамбла старих грочанских кућа.

## Заштита
Време настанка и готово идеалне пропорције карактеристичне за народно градитељство само су неке од вредности на основу којих је ова кућа 1966. године утврђена за културно добро – споменик културе.
До 1998. године, до када се у кући стално становало, била је добро одржавана, али је након тога почела брзо да пропада. Садашња власница успела је, према условима и пројекту Завода за заштиту споменика културе града Београда, да обнови кућу. Обимни радови који су изведени
у периоду 2011–2013. године представљају пример добре конзерваторске праксе, која подразумева очување аутентичног изгледа и употребљених материјала. Сачувани су и рестаурисани и оригинални комади намештаја.